# François Devouassoud
François Devouassoud (Chamonix, 1831 - 1905) foi um guia de alta montanha francês que realizou várias primeiras ascensões, em particular com o grande alpinista inglês Douglas Freshfield.

## Biografia
Professor primário, François Devouassoud foi admitido na Companhia dos guias de Chamonix em 1849. Entre 1868 e 1892 foi guia de Douglas Freshfield que o solicitava anualmente para uma nova ascensão nos Alpes ou no Cáucaso.
Esta fidelidade não excluiu que partisse com alpinistas como Francis Fox Tuckett, Horace Walker, Adolphus Warburton Moore ou Charles Comyns Tucker.

## Primeiras
Do seu ativo podem assinalar-se as seguintes primeiras ascensões:
- 1864 - Cima Presanella com M. Beachcroft, Douglas William Freshfield e Horace Walker, a 25 de agosto
- 1865 - Grande Mèsule com G. H. Fox, Douglas William Freshfield, Francis Fox Tuckett e Peter Michel, a 16 de junho
- 1865 - Pizzo Tresero (3602 m, maciço de l'Ortles) com Francis Fox Tuckett, J.H. Backhouse, G.H. Fox e Peter Michel, a 28 de junho
- 1866 - esporão nordeste do Bietschhorn com Charles Comyns Tucker e F. von Allmen, a 10 de julho
- 1867 - Piz Badile com William Auguste Coolidge e Henri Devouassoud, a 27 Jul.
- 1868 - Monte Kazbek com Douglas William Freshfield, Adolphus Warburton Moore e Charles Comyns Tucker, a 1 de julho
- 1868 - Antecume noroeste do monte Elbrus com Douglas William Freshfield, Adolphus Warburton Moore e Charles Comyns Tucker, a 31 de julho
- 1875 - Sass Maor (2814 m, nas Dolomitas) com H.A. Beachcroft e B. Della Santa